# Takayuki Miyauchi
Cet article concerne à Takayuki Miyauchi, chanteur japonais. Pour le seiyū connu sous le nom de Takayuki Miyauchi, voir Kōhei Miyauchi.
Takayuki Miyauchi (宮内 タカユキ, Miyauchi Takayuki, né le 4 février 1955) est un chanteur japonais plus connu pour son travail sur les chansons de dessins animés et de tokusatsu. 

## Biographie
Résidant dans la préfecture d'Ibaraki, il commence sa carrière en tant que membre fondateur et chanteur principal du groupe "WHY" en 1981 avant de commencer une carrière solo en 1984 en interprétant le générique de début de Bioman.
Durant les années 1980 et les années 1990, il gagne en notoriété grâce notamment à un certain nombre de chansons pour le tokusatsu ; il interprète en particulier la quasi-totalité des chansons de Bioman, mais également les génériques de début et de fin de Kamen Rider Black RX et les génériques de début des séries Metal Hero comme Winspector, Solbrain et Exceedraft. Il interprète également des chansons pour des animé tel que Kinnikuman, Wingman, Galaxy Angel Z et The King of Braves GaoGaiGar.
En 2003, il doit arrêter provisoirement sa carrière pour cause de cancer du pancréas. Il se rétablit et organise son retour lors du Japan Anime Fest en 2004. Outre son implication pour les chansons de programmes télévisés, il est actuellement en liens étroits avec un groupe de la région d'Ibaraki appelé "Logan".
C'est un bon ami du chanteur Akira Kushida, connu pour interpréter des chansons pour le Metal Hero.
En novembre 2016, il fut invité au salon TGS avec le chanteur Michel Barouille pour un live commun, les deux artistes interprétèrent notamment en duos, les génériques de début et de fin de la série Bioman.

## Discographie
- Kokoro no Uta (心の歌) (1992)
- Takayuki Miyauchi Super Best ~Kamen Rider BLACK RX / Tokkei Winspector~ (宮内タカユキ スーパー・ベスト～仮面ライダーBLACK RX/特警ウインスペクター～) (2005)
- Takayuki Miyauchi Super Best 2 (宮内タカユキ スーパー・ベスト2) (2008)

## Liste des musiques de dessins animés
1983 :
- Kinnikuman
  - Akuma no Mougyuu (Buffaroman no Theme) (悪魔の猛牛（バッファローマンのテーマ）)
  - Kyoufu no Kaiten Drill (Screw Kid no Theme) (恐怖の回転ドリル（スクリュー・キッドのテーマ）)
  - Jigoku no Sanmyaku (Mountain no Theme) (地獄の山脈（魔雲天のテーマ）)
  - Fukumen no Kariudo (Big the Budou no Theme) (覆面の狩人（ビッグ・ザ・武道のテーマ）)
  - Berlin no Akai Ame (Brocken Jr. no Theme) (ベルリンの赤い雨（ブロッケンJr.のテーマ）) (avec Koorogi '73)
  - Moero! Housou Seki (燃えろ!放送席)

1984 :
- Yume Senshi Wingman
  - Aku! Retsu! Wingman (悪!裂!ウイングマン)
  - Shook! Wingman (ショック!ウイングマン)
  - Desire (欲望)
- Video Senshi Laserion
  - Video Senshi Laserion (ビデオ戦士レザリオン) (Générique de début)
  - Hikari no Sekai (光の世界)
  - We're ready (avec Koorogi '73)

1986 :
- Ginga Nagareboshi Gin
  - Nagareboshi Gin (流れ星 銀) (Générique de début)
  - Otoko-Tachi, Nakama-Tachi (男たち・仲間たち)
  - Kokoro no Kiba (心の牙)
  - FIRE
  - Hoero Gin (吠えろ 銀)
  - TOMORROW (Générique de fin)
  - Shouri no Uta (勝利の詩) (Générique de fin pour dernier épisode de Ginga Nagareboshi Gin)

1987 :
- Kamen no Ninga Akakage
  - Kuroi Takurami (黒いたくらみ)

1997 :
- Yuusha Ou GaoGaiGar (The King of Braves GaoGaiGar)
  - Saikyo Yuusha Robo Gundan (最強勇者ロボ軍団)

2002 :
- Galaxy Angel Z
  - Tatakae Bokura no XXX (戦え僕らのXXX) (Chanson insertion pour épisode 11 de Galaxy Angel Z)
- Galaxy Angel A/AA
  - Tatakae! Angel Fight (戦え!エンジェルファイブ)

## Liste des chansons de tokusatsu
1984 :
- Choudenshi Bioman
  - Choudenshi Bioman (超電子バイオマン) (Générique de début)
  - Ore-Tachi Bioman (俺達バイオマン) (avec Koorogi '73)
  - Blue Togetherness
  - Colourful Bioman (カラフル・バイオマン) (avec Koorogi '73 et Japan Echo Singers)
  - Bio Robo no Uta (バイオロボの歌)
  - Biomic Soldier (バイオミック・ソルジャー) (Générique de fin)
- Uchuu Keiji Shaider
  - Shaider Blue (シャイダー・ブルー)

1986 :
- Choushinsei Flashman
  - Kagayake! Flash King (輝け!フラッシュキング)
  - Beat wo Awasete Ima Sugu ni (ビートをあわせて今すぐに) (avec Koorogi '73 et SHINES)

1988 :
- Jaaman Tanteidan Maringumi
  - Jigoma Sansei (ジゴマIII世)
- Kamen Rider BLACK RX
  - Kamen Rider BLACK RX (仮面ライダーBLACK RX) (Générique de début)
  - Unmei no Senshi (運命の戦士)
  - Senjou no Rider RX (戦場のライダーRX)
  - Subete wa Kimi wo Ai Suru Tame ni (すべては君を愛するために)
  - Hikari no Senshi (光の戦士)
  - Gekishin RX (激進RX)
  - Battle oh! RX (バトルoh!RX)
  - Dareka ga Kimi wo Ai Shiteru (誰かが君を愛してる) (Générique de fin)

1990 :
- Tokkei Winspector
  - Tokkei Winspector (特警ウインスペクター) (Générique de début)
  - Taiyou no Yuusha Fire (太陽の勇者ファイヤー)
  - Kono Inochi Eien ni (この命永遠に)
  - Ai Suru Daichi, Ai Suru Umi yo (愛する大地、愛する海よ)
  - Honō wa Mirai e (炎は未来へ)
  - Let's Go! Fire Squad (レッツゴー!ファイヤースコード)
  - Kyou no Ore Kara Ashita no Kimi e (今日のおれからあしたの君へ) (Générique de fin)

1991 :
- Tokkyuu Shirei Solbrain
  - Tokkyuu Shirei Solbrain (特救指令ソルブレイン) (Générique de début)
  - Fighting SolMachine (ファイティング・ソルマシン)
  - Bokan Solid States-1 (母艦ソリッドステイツ-1)
  - Ashita e no Kizuna (明日への絆)
  - Kokoro ni Bōken wo (心に冒険を)
  - Shutsudou! Solbrain (出動!ソルブレイン)
  - Mae e Dero! (前へ出ろ!)
  - Kimi mo Solbrain (君もソルブレイン)
  - Ai ni Dakarete (愛に抱かれて) (Générique de fin)

1992 :
- Tokusou Exceedraft
  - Tokusou Exceedraft (特捜エクシードラフト) (Générique de début)
  - Jissou!! (実装!!)
  - Sore wa Inochi (それは命)
  - LAST FIGHTER
  - Seimei wa Hitotsu (生命はひとつ)
  - Ashita wo Mamoru Knight-Tachi (未来を守る騎士たち)
  - Arashi o Makiokose! (嵐を巻きおこせ!)
  - Shiroi Inazuma! Barius Seven (白い稲妻!バリアス7)
  - Yuuki to Yuujou no Battle (勇気と友情のバトル)
  - Yuuki yo Isoge! (勇気よ急げ!)
  - Exceedraft Grade up! (エクシードラフトGrade up!)
  - Goal wa Mirai (ゴールは未来) (Générique de fin)

1994 :
- Ninja Sentai Kakuranger
  - Into Danger Kakuranger (イントゥデンジャーカクレンジャー)
  - Hoshi yo, Nijimu na! (星よ、にじむな!)
  - Ninja de Ikou! Deden no Den (忍者でいこう!デデンのデン)
  - Muteki Shougun, Tadaima Sanjou! (無敵将軍、只今参上!)

1997 :
- B-Robo Kabutack
  - Aa, Star Peace (ああ、スターピース)

1998 :
- Seijuu Sentai Gingaman
  - Ginga no Ouja Gingaioh (銀河の王者ギンガイオー)
  - Giga Rhinos! Giga Phoenix! Giga Bitus! (ギガライノス!ギガフェニックス!ギガバイタス!)

1999 :
- Kyuukyuu Sentai GoGo-V
  - Hashire Go Liner! Sukue 9 9 Machine! (走れゴーライナー!救え99マシン!)
  - STOP THE WARS

2000 :
- Mirai Sentai Timeranger
  - Sennen Senshi (1000年戦士)

2006 :
- Gougou Sentai Boukenger
  - Gougou Gattai! DaiBouken!! (轟轟合体!ダイボウケン!!)
  - Densetsu (伝説) (avec Akira Kushida et MoJo) (Générique de fin pour Boukenger VS Super Sentai)

2007 :
- Juuken Sentai Gekiranger
  - Moe yo Gekijuuken! (燃えよ激獣拳!)

2010 : 
- Tensou Sentai Goseiger
  - GoseiKnight wa Yurusanai (ゴセイナイトは許さない)